# William Forsyth Sharpe
William Forsyth Sharpe (* 16. června 1934) je americký ekonom, který v roce 1990 spolu s Harrym Markowitzem a Mertonem Millerem získal Cenu Švédské národní banky za rozvoj ekonomické vědy na památku Alfreda Nobela za „průkopnickou práci v oblasti ekonomie a financí a financí korporací“. Je emeritním profesorem na Stanfordově univerzitě. Je mimo jiné jedním z tvůrců modelu oceňování kapitálových aktiv.

## Vybrané publikace
Články
- Sharpe, William F. A Simplified Model for Portfolio Analysis. Management Science. 1963, s. 277–93. doi:10.1287/mnsc.9.2.277.
- Sharpe, William F. Capital Asset Prices - A Theory of Market Equilibrium Under Conditions of Risk. Journal of Finance. 1964, s. 425–42. Dostupné online. doi:10.2307/2977928.

Knihy
- Portfolio Theory and Capital Markets (McGraw-Hill, 1970 and 2000). ISBN 0-07-135320-8
- Asset Allocation Tools (Scientific Press, 1987)
- Fundamentals of Investments (s Gordonem J. Alexanderem a Jeffreym Baileym, Prentice-Hall, 2000). ISBN 0-13-292617-2
- Investments (s Gordonem J. Alexanderem a Jeffreym Baileym, Prentice-Hall, 1999). ISBN 0-13-010130-3